# Łopuszanka (przystanek kolejowy)
Łopuszanka (ukr. Лопушанка) – przystanek kolejowy w miejscowości Strzyłki i w pobliżu miejscowości Łopuszanka Chomina, w rejonie samborskim, w obwodzie lwowskim, na Ukrainie. Położony jest na linii Sambor – Czop.